# Ahlimb (Adelsgeschlecht)

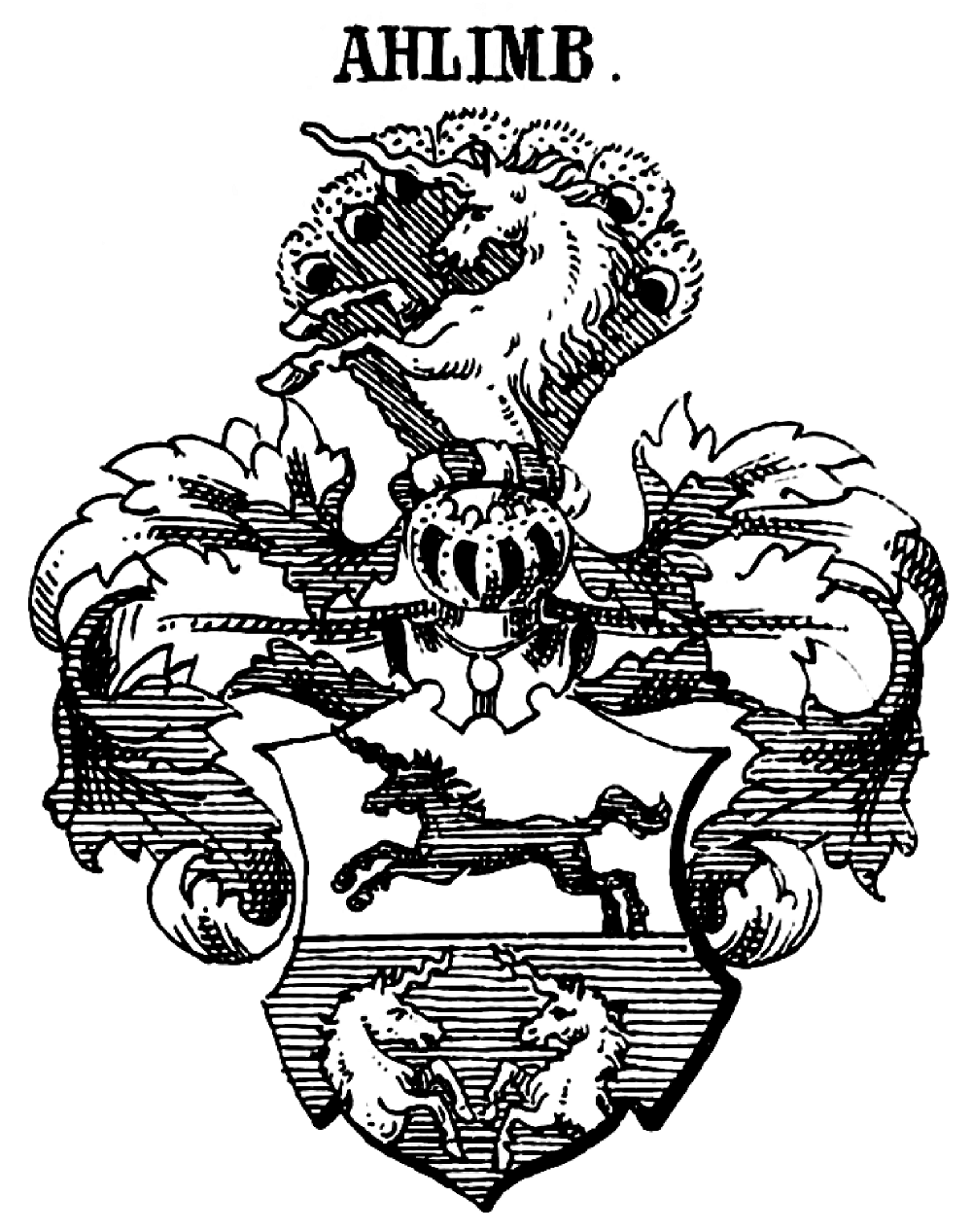
Wappen derer von Ahlimb

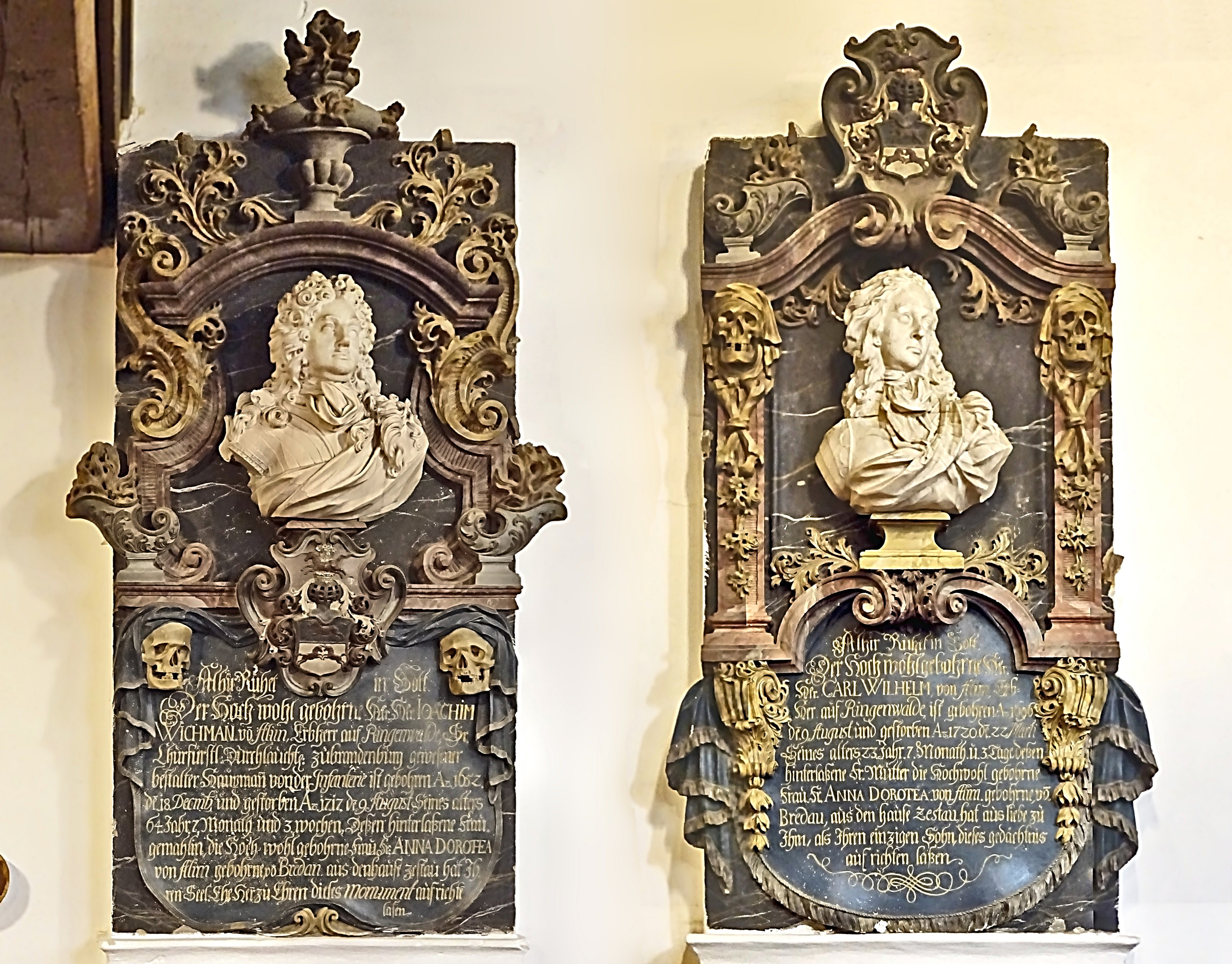
Epitaphe in der Dorfkirche Ringenwalde

Die Ahlimb waren ein markbrandenburgisches Adelsgeschlecht, das 1830 im Mannesstamm erlosch.

## Geschichte
Die von Ahlimb, mutmaßliche stammverwandte der von dem Knesebeck, waren ein altritterliches Geschlecht der Altmark mit dem Stammgut Ahlum. Früh verzweigte sich das Geschlecht in die Herrschaft Ruppin und seit dem 14. Jahrhundert ebenfalls in die Uckermark. 1447 wurde die Familie mit dem Erbhegemeisteramt in der Werbelliner Heide belehnt. Während die altmärkischen und ruppinischen Zweige im 15. Jahrhundert erloschen, blühte der uckermärkische Zweig bis zum Tod des preußischen Rittmeisters und Majoratsherrn auf Ringenwalde, Ahlimbswalde und Ahlimbsmühle, Gustav Andreas von Ahlimb, am 4. Juni 1830. 
Dessen Schwiegersohn, der preußische Kammerherr Freiherr Hermann von Saldern a.d.H. Plattenburg (1801–1854), erhielt am 5. September 1827 die preußische Namensvereinigung von Saldern, genannt von Ahlimb. Er wurde am 15. Oktober 1840 als von Saldern-Ahlimb in den preußischen Grafenstand gehoben.
Weiterer Gutsbesitz der Familie bestand zu Bechlin (Ruppin); Bölkendorf, Britz, Golze, Lunow und Parstein (sämtlich Angermünde); Poratz mit Vorwerk Julianenhof (Templin); Wesenthal (Oberbarnim) und Zollchow (Prenzlau).

## Wappen
Das Stammwappen zeigt im von Silber und Blau geteilten Schild, oben ein blaues sprengendes Einhorn, unten zwei silberne aus den Seitenrändern gegeneinander springende Einhörner. Auf dem blau-silber bewulsteten Helm mit blau-silbernen Decken ein wachsendes silbernes Einhorn vor einem natürlichen Pfauenwedel.

## Angehörige
- Bernhard Friedrich von Ahlimb (1699–1757), preußischer Oberst und Kommandant der Garnison in Magdeburg
- Joachim Wilhelm von Ahlimb (1701–1763), preußischer Oberst, Kommandeur des Dragonerregiment Nr. 7 und letzter Kommandant der Burg Regenstein